# Saad Bguir
Saad Bguir (sinh ngày 22 tháng 3 năm 1994) là một cầu thủ bóng đá người Tunisia thi đấu cho Espérance Sportive de Tunis.

## Stade Gabésien
Ở mùa giải 2014-15, Stade Gabésien vào đến chung kết Cúp bóng đá Tunisia, thất bại trước Etoile Sportive du Sahel. Trong trận chung kết, Saad ghi bàn từ pha đá phạt và có 2 pha kiến tạo. Anh đoạt danh hiệu cầu thủ xuất sắc nhất trận đấu.

## Sự nghiệp quốc tế

### Bàn thắng quốc tế
Tỉ số và kết quả liệt kê bàn thắng của Tunisia trước.
| #  | Ngày                 | Địa điểm                                         | Đối thủ    | Tỉ số | Kết quả | Giải đấu                                     |
| -- | -------------------- | ------------------------------------------------ | ---------- | ----- | ------- | -------------------------------------------- |
| 1. | 19 tháng 10 năm 2015 | Sân vận động Olympique de Radès, Radès, Tunisia  | Libya      | 1–0   | 1–0     | Vòng loại Giải vô địch bóng đá châu Phi 2016 |
| 2. | 15 tháng 10 năm 2015 | Sân vận động Olympique de Radès, Radès, Tunisia  | Maroc      | 2–2   | 2–3     | Vòng loại Giải vô địch bóng đá châu Phi 2016 |
| 3. | 17 tháng 11 năm 2015 | Sân vận động Olympique de Radès, Radès, Tunisia  | Mauritanie | 2–1   | 2–1     | Vòng loại World Cup 2018                     |
| 4. | 26 tháng 1 năm 2016  | Sân vận động Régional Nyamirambo, Kigali, Rwanda | Niger      | 1–0   | 5–0     | Giải vô địch bóng đá châu Phi 2016           |
| 5. | 26 tháng 1 năm 2016  | Sân vận động Régional Nyamirambo, Kigali, Rwanda | Niger      | 2–0   | 5–0     | Giải vô địch bóng đá châu Phi 2016           |

## Danh hiệu
Stade Gabèsien
Á quân
- Cúp bóng đá Tunisia: 2014–15